# Jurij Łypa
Jurij Iwanowycz Łypa (ukr. Юрій Іванович Липа, ur. 18 maja 1900 w Odessie, zm. 20 sierpnia 1944 w Szutowej) – ukraiński lekarz, pisarz i publicysta.
W 1920 wyemigrował do Polski, w 1929 ukończył medycynę na Uniwersytecie Poznańskim i przeniósł się do Warszawy, gdzie pracował jako lekarz. Założył tam też ugrupowania literackie "Soncecwit" i "Tank". W 1933 opublikował pracę "Fitoterapia". W II RP wydał tomiki poezji Switlist (1925), Suworist (1931) i Wiruju (1938). Napisał też (w 1935) powieść historyczną Kozaky w Moskowiji i (1936-1937) zbiory opowiadań Notatnyk I, Notatnyk II i Notatnyk III. W 1936 napisał esej Bij za ukrajinśku literaturu wyrażający idee nacjonalistyczne. W 1943 przeniósł się do okupowanej przez Niemców wschodniej Polski (Dystrykt Galicja), gdzie został lekarzem UPA i w 1944 zginął z rąk NKWD.